# G7 (torpédo)

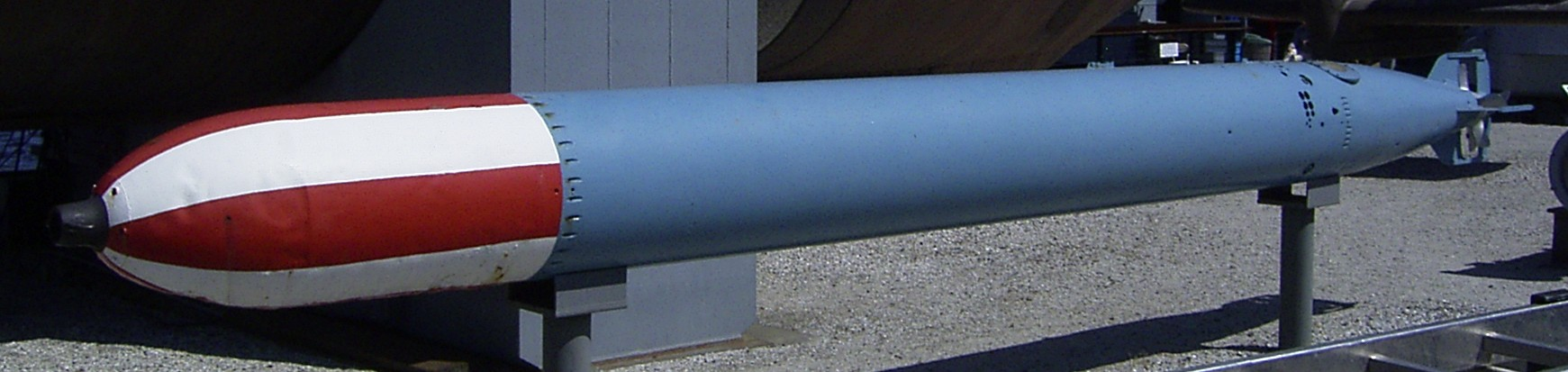
Torpédo G7a

G7 byl typ torpéd, které používalo válečné námořnictvo nacistického Německa během druhé světové války. Torpéda typu G7 byla vyráběna ve dvou verzích – verze poháněná stlačeným vzduchem nesla označení G7a a verze s elektrickým pohonem G7e. U torpéd byla použitá magnetická roznětka, tehdejší německá novinka, která musela být kvůli konstrukčním chybám později nahrazena roznětkou nárazovou.

## Vývoj
Obě torpéda byla vyvinuta již ve dvacátých letech 20. století. Tehdy se u nich uplatnily revoluční novinky. Zatímco torpédo G7a používalo již za první světové války ozkoušený pohon na stlačený vzduch, torpédo G7e mělo elektrický pohon, jehož výhoda spočívala v tom, že nedělal na mořské hladině pruhy, podle kterých se dala rozpoznat dráha torpéda. Elektrický pohon byl však ještě problematický, torpéda často selhávala. Torpéda dosahovala rychlosti zhruba 30 uzlů. Největší změnu však prodělala roznětka. V obou dvou typech byla namontována roznětka nárazová i magnetická. Všechna torpéda však používala pouze magnetickou. Vývoj obou dvou roznětek probíhal odděleně. Magnetickou roznětku vyvinul již v roce 1915 německý fyzik Adolf Bestelmeyer. Roznětka měla explodovat v tu chvíli, kdy se torpédo dostane do magnetického pole nepřátelské lodě. Bylo však vydáno varování, že blízko severního polárního kruhu až po severní pobřeží Británie, torpédo bude pravděpodobně nefunkční kvůli magnetickému poli země. Nárazová roznětka byla vyvinuta ve dvacátých letech 20. století a i přesto, že při zkoušení nezasáhla ani jeden cíl, byla označena jako spolehlivá a použitelná v boji. Roznětka byla sice namontována v obou dvou typech torpéd, ale uváděla se jen jako náhradní, protože ponorky měly používat hlavně magnetickou.

## Nasazení a první problémy

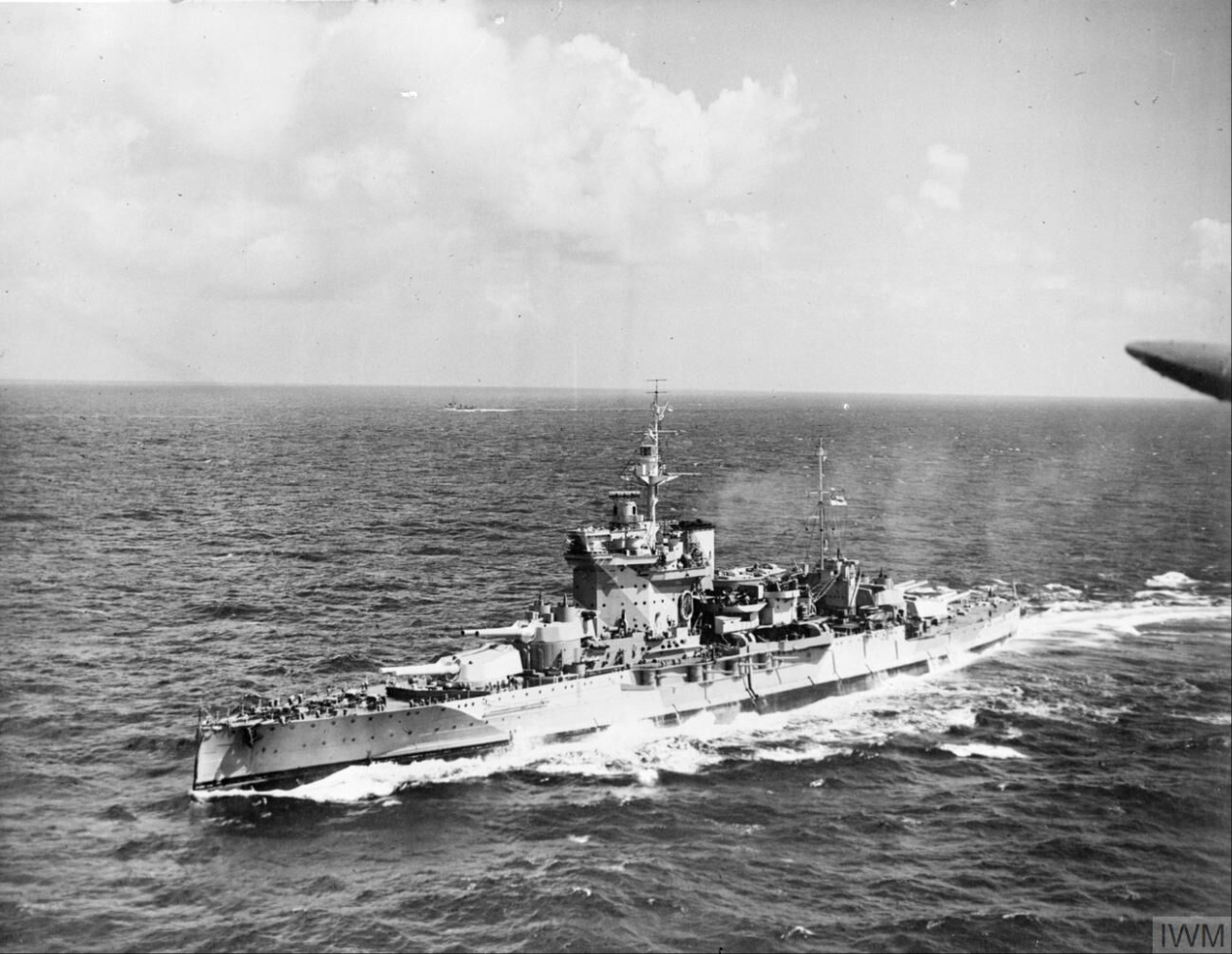
Britská bitevní loď HMS Warspite byla jedním z cílů, při jejichž napadení torpédo selhalo

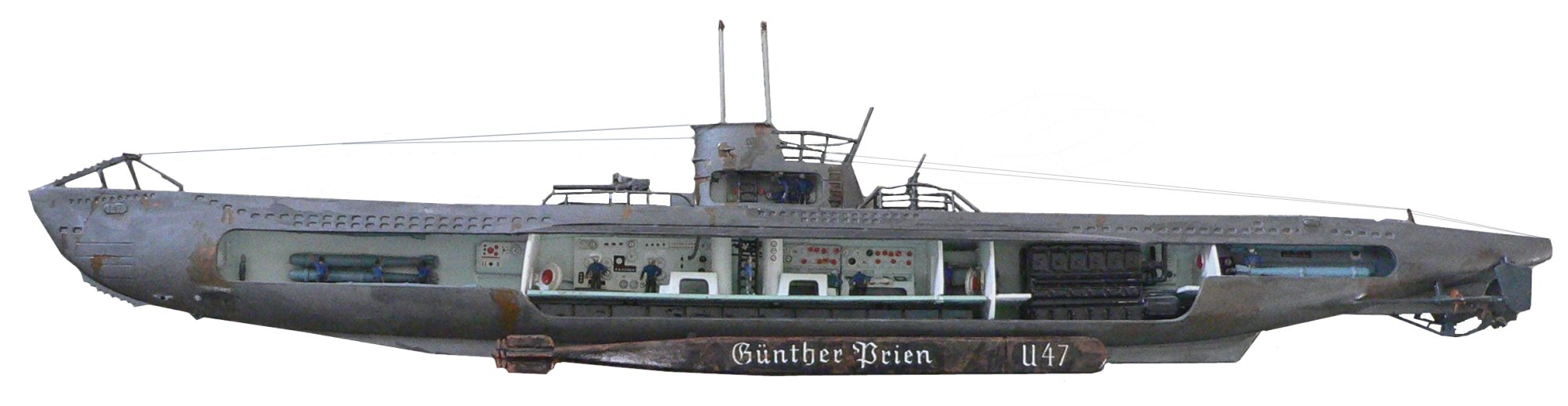
Německá ponorka U-47

První hlášení, které upozornilo, že torpéda nefungují, se dostalo k velkoadmirálu Karl Dönitzovi již brzy po vypuknutí války. Už 14. září 1939 ponorka U 39 napadla britský svaz, ve kterém plula i letadlová loď HMS Ark Royal. Ponorce se podařilo přiblížit na 800 metrů a vypálit dvě torpéda G7a. Velitel ponorky Glattes, který očekával výbuch, viděl jen, jak obě torpéda explodovala 80 metrů před letadlovou lodí. Kvůli pohonu se stlačeným vzduchem torpéda prozradila polohu ponorky, která byla následně zasažena hlubinnými bombami a její posádka bylo po vynoření zajata. 
Další akce se nové torpédo účastnilo 14. října 1939, kdy ponorka ponorka U 47, známého ponorkového kapitánporučíka Günthera Priena pronikla do britské námořní základny Scapa Flow. Zde došlo i k dalšímu ostrému nasazení. Ponorka připlula velice blízko k bitevní lodi HMS Royal Oak. V 05:08 se ponorka vynořila a zahájila první útok. Jedno torpédo uvízlo v odpalovací hlavni, ale tři další zamířily přímo na kotvící loď. Dvě torpéda selhala. Třetí jen zasáhlo kotevní řetěz a vybuchlo tak slabě, že britská posádka sotva zaznamenala náraz. Ponorka se otočila a Prien přikázal odpálit ještě jedno záďové torpédo. Torpédo opět selhalo. Ponorka U 47 byla uvnitř základny Scapa Flow a žádné torpédo již neměla připravené k dispozici. Prien se odvážil zariskovat a uprostřed Scapa Flow ponorku vynořil, nabil další dvě torpéda, která cíl úspěšně zasáhla. Teprve po tomto útoku se Royal Oak potopila, přičemž bylo zabito 833 britských námořníků. 
Dne 30. října 1939 došlo k dalšímu selhání. Ponorka U 56 zaútočila na britskou bitevní loď HMS Nelson, na které se v té době nacházeli první lord Admirality Dudley Pound a Winston Churchill. Ponorka vypálila tři torpéda, která ovšem po nárazu do trupu lodi neexplodovala. 
Selhání torpéd bylo takové množství, že Karl Dönitz požádal inspekci o prošetření celé záležitosti. Napsal: „Nejméně třicet procent torpéd je vadných!“. Aniž to Dönitz tušil, nefunkčních torpéd bylo téměř osmdesát procent. Po inspekci se zjistilo, že magnetická torpéda ovlivňuje severní polární kruh. Působením magnetického pole Země se stala nespolehlivými. Vzhledem k tomu, že většina bojů se odehrávala v severním Atlantiku a Severním moři, stala se tato chyba závažným problémem. I při přepadení Norska většina torpéd selhala. Dne 14. dubna 1940 napadly ponorky U 46 a U 48 britskou bitevní loď HMS Warspite, ale všechna tři vypuštěná torpéda znovu selhala. Dokonce ani U 47 pod velením Priena nedokázala Warspite potopit, přičemž ji za jeden den napadla dvakrát. Vrchní velení zakázalo vyplouvání ponorek, aby se zbytečně neriskovalo.

## Řešení problému
Vrchní velitelství i velitel námořnictva Erich Raeder nařídili okamžité prozkoumání torpéd i všech materiálů ohledně zkoušky magnetického zapalovaní. Z materiálů se zjistilo, že torpéda G7a i G7e směřovala o 8 metrů hlouběji než měla, a že magnetická roznětka vybuchla okamžitě, jakmile se dostala pouze do vnějšího magnetického pole lodě. Výzkumný ústav torpéd, který všechna torpéda před válkou prověřoval, sice o závadách věděl, ale nic proti tomu neudělal. Jediné německé štěstí bylo, že se na závady torpéd přišlo už v roce 1940, takže začaly být opět používány klasické nárazové roznětky.